# Bruno Pontremoli
Bruno Pontremoli (Milano, 8 giugno 1892 – Milano, 14 febbraio 1968) è stato un imprenditore, ingegnere, ufficiale, dirigente d'azienda italiano, fu presidente dell'Associazione Termotecnica Italiana (ATI).

## Biografia
Bruno Pontremoli nacque a Milano da Itala Fubini (nata a Torino il 9 dicembre 1863 da una nota famiglia di banchieri torinesi i "Levi Fubini" e morta a Milano il 15 giugno 1918) e Pio Alessandro Pontremoli (nato a Vercelli il 12 marzo 1848 morto a Milano il 24 giugno 1919), importante figura nel mondo assicurativo. Da parte paterna è cugino di Emmanuel Pontremoli, Aldo Pontremoli, Jules Moch mentre da parte materna è nipote di David Levi, garibaldino, e di Cesare Lombroso.
Si laureò con pieni voti presso il Politecnico di Milano in ingegneria Termotecnica. Scoppiata la prima guerra mondiale si arruolò volontariamente insieme ai fratelli Guido, Alberto e Mario. Venne assunto nella fanteria ove grazie alle azioni coraggiose, che gli valsero una Medaglia d'argento  e una medaglia al valor militare, ottenne il grado di Colonnello. Mandato in congedo nel 1919 venne in seguito decorato per decreto regio dell'onorificenza di Cavaliere della Corona D'Italia.
Nel 1920 si sposò con Lea Jarach (nata a Milano nel 1902) figlia del comandante Gr.Cr.Federico Jarach, fondatore delle Rubinetterie Unite. Iniziò dunque a lavorare come dirigente presso un'azienda presieduta dalla famiglia Jarach e per l'Associazione Termotecnica Italiana (ATI).
Il 18 settembre 1934 venne nominato unitamente a Guido Jarach Consigliere delegato della Corporazionione nazionale della Metallurgia e della Meccanica, carica che mantenne fino alla fine degli anni '30.
Nell'autunno del 1941, con i primi bombardamenti di Milano, si trasferì con la famiglia Jarach in una villa sul lago Maggiore tra Arona e Meina. Tre giorni dopo l'armistizio arrivò sul lago una divisione corazzata delle SS che avviò un rastrellamento degli ebrei sfollati nella zona.
Lasciarono all'ultimo momento la villa salendo su una barca a remi e fuggendo a Ranco, dall'altra parte del lago. Gli ebrei catturati furono tutti fucilati e i loro corpi gettati nel lago, la villa fu saccheggiata e depredata.
Dopo un breve soggiorno a Dumenza da parenti della custode della villa. In seguito su indicazione di un amico di famiglia si diressero a Roma dove vissero tra rischi e difficoltà e con falsa identità sotto l'occupazione nazista fino alla liberazione.
Tornato a Milano nel 1950 venne nominato presidente dell'Associazione Termotecnica Italiana (ATI).
Nel 1967 partecipò al Consiglio Nazionale delle Ricerche in qualità di presidente dell'ATI.
Morì nel 1968 a Milano e venne seppellito presso il Cimitero Monumentale nella tomba di famiglia.